# Balatonfüred-Csopak
Balatonfüred-Csopak est une région viticole hongroise située dans le comitat de Veszprém, dans la région naturelle du Bakony.